# Одра-Писуэрга

Одра-Писуэрга (исп. Odra-Pisuerga)  — район (комарка) в Испании, входит в провинцию Бургос в составе автономного сообщества Кастилия и Леон. Включает 45 муниципалитетов. Занимает площадь 1646,71 км².

## Муниципалитеты
1. Аренильяс-де-Риописуэрга
2. Баррио-де-Муньо
3. Бельбимбре
4. Вальес-де-Паленсуэла
5. Вальехера
6. Вильегас
7. Вильядьего
8. Вильякиран-де-ла-Пуэбла
9. Вильякиран-де-лос-Инфантес
10. Вильяльдемиро
11. Вильямайор-де-Тревиньо
12. Вильямедьянилья
13. Вильянуэва-де-Арганьо
14. Вильясандино
15. Вильясопеке
16. Грихальба
17. Иглесиас
18. Исар
19. Итеро-дель-Кастильо
20. Кастельянос-де-Кастро
21. Кастрильо-де-Риописуэрга
22. Кастрильо-Мота-де-Худиос
23. Кастрохерис
24. Лас-Ормасас
25. Лос-Бальбасес
26. Мансилес
27. Мельгар-де-Фернаменталь
28. Монторио
29. Онтанас
30. Падилья-де-Абахо
31. Падилья-де-Арриба
32. Паласуэлос-де-Муньо
33. Паласьос-де-Риописуэрга
34. Пампльега
35. Педроса-дель-Парамо
36. Педроса-дель-Принсипе
37. Ребольедо-де-ла-Торре
38. Ревилья-Вальехера
39. Ресмондо
40. Сарсоса-де-Рио-Писуэрга
41. Сасамон
42. Сордильос
43. Сотресгудо
44. Сусинос-дель-Парамо
45. Тамарон
46. Тобар